# Coda (zeneelmélet)
A coda a zeneelméletben zenemű függelékét, befejező részét jelenti, amely többnyire megerősíti a hangnemet és egy vagy több motívumra emlékeztet.
Szonátaformában a coda a visszatérés után következik. Rondóformában a coda az első téma utolsó vagy utolsó előtti ismétlése után áll. Összetett dalformában a coda helye az első dalforma elölről (da capo) való ismétlése után van.